# Sidi El Houari
Pour les articles homonymes, voir Houari et Sidi.
 (novembre 2007).
Si vous disposez d'ouvrages ou d'articles de référence ou si vous connaissez des sites web de qualité traitant du thème abordé ici, merci de compléter l'article en donnant les références utiles à sa vérifiabilité et en les liant à la section « Notes et références ».
Sidi El Houari, (en arabe : سيد الهواري, en tamazight : ⵙⵉⴸⵉ ⵍⵀⵓⵡⴰⵔⵉ), de son vrai nom Mohammed Ben-Omar El Houari, né au milieu du VIIIe siècle de l'hégire à Oran, est un marabout musulman. Réputé pour son érudition, on lui doit un ouvrage, Kitab Essehou oua Etenbih (« Livre de l'oubli et de l'avertissement »), dédié à de jeunes écoliers.
À l'âge de dix ans, il connaissait déjà par cœur le Coran et avait acquis par cela même le titre de Hafiz,. Il a fait ses premières études à Bejaïa (Algérie). Parmi les disciples connus qui ont été des compagnons de l'imam Sidi El Houari, on cite Sidi Ibrahim Tazi et Sidi Said (marabout de Hassi El Ghella).

## Étymologie
Sidi el Houari tient son nom au fait qu'il est originaire de la tribu berbère des Houaras. El Houari signifiant celui des Houaras.

## Biographie
Comme c'est le cas des personnages prestigieux dont une partie de la vie est enjolivée de légendes, plusieurs lieux se disputent le privilège de l'avoir vu naître, ou revendiquent de l'avoir accueilli ou d'avoir recueilli sa dépouille mortelle.

### Oran
L'historien français Corneille Trumelet le dit natif d'Oran en l'an 751 de l'hégire soit en 1349 apr. J.-C.
À partir de 1374, âgé de 25 ans, il enseigne à Fès la jurisprudence et la langue arabe. Il effectue un pèlerinage à La Mecque et à Médine, visite Jérusalem et, à son retour, se fixe définitivement à Oran. La, il a le double rôle de prédicateur et d’éducateur religieux dans la plus vieille Mosquée de la ville d'Oran. Celle-ci fut fondée entre le XIIIe siècle et le XIVe siècle et restaurée en 1799 par le Bey Othman Ben Mohammed, dit "le borgne". Dans cette mosquée, ont officié Ibrahim Tazi, disciple de Sidi El Houari et plus récemment le Muphti d’Oran le Cadi Boulahbal.
Sidi El Houari serait décédée à Oran et est enterré dans la vieille ville, dans le quartier ouest qui porte aujourd'hui son nom (anciennement appelé Casbah) lequel est historiquement le premier centre ville d’Oran,,. Son cénotaphe y est vénéré et très fréquenté.
En conflit avec les Oranais, il a appelé la malédiction de Dieu sur ses habitants. Et les Espagnols s'emparent d'Oran en 1509, le saint admoniteur deviendra le saint patron de la ville,.

### Bejaïa
Il se rend à Sour Kelmitou, vallée de la wilaya de Blida. Il fait ses premières études, puis, après une vie d'errance et de solitude dans le désert, et ayant atteint l'âge de l'adolescence, il se rend à Béjaïa où il suit les enseignements de théologiens locaux tels que Sidi Abd er-Rahman et Sidi Ahmed Ben Idris,.

### Timimoun et Hassi El Ghella
Sidi El Houari se serait déplacé vers le sud Algérien, il se serait installée dans la région de Timimoun,  wilaya d'Adrar,  dans un village appelé Aglad où il passa le reste de sa vie jusqu'à sa mort en 1439. Il serait enterré dans ce village d'Aglad à 34 km de Timimoun  (Algérie)[réf. nécessaire]
Mais, selon les dires de ses descendants directs, la famille Bensetti-El-Houari, son corps reposerait à Hassel Rhallal (Er Rahel, aujourd'hui Hassi El Ghella) dans la wilaya de Aïn Témouchent, près de son ami, le marabout Sidi Saïd.

## Pour approfondir